# Oxycoleus carinatipennis
Oxycoleus carinatipennis är en skalbaggsart som först beskrevs av Dmytro Zajciw 1964.  Oxycoleus carinatipennis ingår i släktet Oxycoleus och familjen långhorningar. Inga underarter finns listade i Catalogue of Life.